# Ankokuji Ekei
Ankokuji Ekei est un nom japonais traditionnel ; le nom de famille (ou le nom d'école), Ankokuji, précède donc le prénom (ou le nom d'artiste).
Ankokuji Ekei (安國寺 惠瓊, 1539-6 novembre 1600) est un diplomate du clan Mōri, puissant clan féodal de la région de Chūgoku au Japon, ainsi qu'un moine bouddhiste de l'école Rinzai durant la période Azuchi Momoyama du XVIe siècle. Il accompagne Toyotomi Hideyoshi dans son invasion de la Corée, est nommé abbé du Tōfuku-ji au sud-est de Kyoto et reçoit un fief de 60 000 koku dans la province d'Iyo. Alors qu'il combat Tokugawa Ieyasu à la bataille de Sekigahara en 1600, il est fait prisonnier et plus tard décapité à Kyoto en compagnie de Ishida Mitsunari et Konishi Yukinaga.

## Source de la traduction
- (en) Cet article est partiellement ou en totalité issu de l’article de Wikipédia en anglais intitulé « Ankokuji Ekei » (voir la liste des auteurs).